# Pedro Carbo
Pedro Carbo – miasto w Ekwadorze, w prowincji Guayas, stolica kantonu Pedro Carbo.
Przez miasto przebiega droga krajowa E482. Patronem miasta jest św Piotr Apostoł.